# 구 백양교회
(구)백양교회는 대한민국 전라남도 강진군 병영면에 있다. 2013년 9월 25일 강진군의 향토유적 제53호로 지정되었다.

## 개요
1901년 강진 최초 기독교 교회 설립. 1908년 전용 예배당 건립(현재 목사관). 1908에 세워진 백양교회는 외관은 변형되었으나 내부는 본래의 모습이 그대로 남아 있다. 한글로 된 상량문이 남아 있다.